# فيليبي ريبيرو
فيليبي ريبيرو (بالبرتغالية: Felipe Borges) مواليد 4 مايو 1985 في البرازيل، هو لاعب كرة يد برازيلي يلعب كجناح أيسر. يلعب حاليا مع نادي مونبلييه لكرة اليد ويحمل الرقم 18. مثل منتخب البرازيل لكرة اليد. شارك في دورة الألعاب الأولمبية الصيفية سنة 2008. حقق المركز الأول في دورة الألعاب الأمريكية 2007.

## المسيرة الاحترافية
لعب مع نادي أرغون لكرة اليد في الدوري الإسباني من سنة 2007 إلى 2009، ثم انضم إلى أديمار ليون من سنة 2011 إلى 2013، ثم لعب مع نادي مونبلييه لكرة اليد في الدوري الفرنسي في سنة 2013.

## سجل المنافسة
شارك في البطولات التالية:
- بطولة العالم لكرة اليد للرجال 2015

## الميداليات
| الميدالية | المسابقة                         |
| --------- | -------------------------------- |
| ذهبية     | دورة الألعاب الأمريكية 2007      |
| ذهبية     | دورة الألعاب الأمريكية 2015      |
| فضية      | دورة الألعاب الأمريكية 2011      |
| ذهبية     | بطولة بان أميركان لكرة اليد 2008 |

## روابط خارجية
- فيليبي ريبيرو على موقع الاتحاد الأوروبي لكرة اليد (الإنجليزية)
- فيليبي ريبيرو على موقع الاتحاد الفرنسي لكرة اليد (الفرنسية)
- فيليبي ريبيرو على موقع اللجنة الأولمبية الدولية (الإنجليزية)
- فيليبي ريبيرو على موقع أوليمبيديا (الإنجليزية)